# Ваља Шесиј (Лупша)
Ваља Шесиј (рум. Valea Șesii) насеље је у Румунији у округу Алба у општини Лупша. Oпштина се налази на надморској висини од 540 m.

## Становништво
Према подацима из 2002. године у насељу је живело 63 становника, од којих су сви румунске националности.